# Potamiá (ort i Grekland, Östra Makedonien och Thrakien)
Potamiá är en ort i Grekland.   Den ligger i prefekturen Nomós Kaválas och regionen Östra Makedonien och Thrakien, i den nordöstra delen av landet, 300 km norr om huvudstaden Aten. Potamiá ligger 126 meter över havet och antalet invånare är 1 383. Den ligger på ön Thassos.
Terrängen runt Potamiá är lite bergig. Havet är nära Potamiá åt nordost. Närmaste större samhälle är Thassos, 7,0 km norr om Potamiá. 